# Omri Ben Harush
Omri Ben Harush, né le 7 mars 1990 à Netanya en Israël, est un footballeur international israélien. Il évolue  au poste d'arrière gauche ou de défenseur central.

## Biographie

### En club
Omri Ben Harush joue plus de 200 matchs en première division israélienne.

### En équipe nationale
Il joue son premier match en équipe d'Israël le 2 septembre 2011, contre la Grèce. Ce match perdu 0-1 à Tel Aviv rentre dans le cadre des éliminatoires de l'Euro 2012.

## Palmarès
- Champion d'Israël en 2014 et 2015 avec le Maccabi Tel Aviv
- Vice-champion d'Israël en 2016 et 2017 avec le Maccabi Tel Aviv
- Vainqueur de la Coupe d'Israël en 2015 avec le Maccabi Tel Aviv
- Finaliste de la Coupe d'Israël en 2016 avec le Maccabi Tel Aviv
- Vainqueur de la Coupe de la Ligue israélienne en 2015 avec le Maccabi Tel Aviv
- Finaliste de la Supercoupe d'Israël en 2015 avec le Maccabi Tel Aviv